# New.net
New.net یک برنامه است که جایگزین سیستم نام دامنهٔ DNS است که دسترسی به یک‌سری از دامنه‌های خارج از دامنهٔ رسمی و قانونی آیکان را فراهم می‌کند.به گفتهٔ شرکت سازندهٔ این نرم‌افزار، New.net، هدفش ایجاد نام دامنه‌ها بود که توسط آیکان کنترل نمی‌شود و توسط سازمان‌های مختلف به دلیل کنترل انحصاری TLDها مورد انتقاد قرار می‌گیرد. قبلاً آیکان، تنظیم‌کنندهٔ انحصاری متداول‌ترین دامنه‌های اینترنتی بوده‌است. در سیستم New.net دامنه‌های سطح بالای ارائه شده عبارت‌اند از: نمایندگی، هنرها، حراج، چت، کلیسا، باشگاه، خانواده، رایگان، بازی، گلف، پیوند، قانون، شرکت با مسولیت محدود، عشق، مسولیت محدود، دارو، صوتی، آموزشی، علمی تخیلی، فروشگاه، مرکز عملیات امنیتی، ورزش، تکنولوژی و ویدیو. یک نکته دامنه اینترنتی سطح بالا، دامنه اینترنتی پیشنهاد شده و دامنه اینترنتی سطح بالا ضمانت شده برای وبگاه‌های پورنوگرافی، ارائه شدند هنگامی‌که با دامنه‌های پیشنهادی آیکان در دور اول ایجاد نام دامنه‌های جدید براساس ریشه و محتوای اصلی در تضاد بودند، حذف شدند. دامنه‌های ثبت‌شده توسط TLDهای جایگزین دامنه‌های سطح سوم در نام دامنه‌های فضای New.net ارائه می‌گردد. (به عنوان مثال، example. Shop در واقع example.shop.new.net است).
از اوایل سال ۲۰۱۲، به نظر می‌رسد که New.net فعالیت خود را متوقف کرده‌است، زیرا وب سایت "New.net" دیگر برطرف نمی‌شود. ICANN ثبت رسمی دامنه‌های جدید و غیر استاندارد سطح بالا را در همان سال مجاز می‌کند.

## ابزارهای تبلیغاتی مزاحم
New.net، یک درگاه در اینترنت اکسپلورر (مرور گر وب شرکت ماکرو سافت) را برای ویندوز ایجاد کرد که به مرورگر امکان دسترسی به سایت‌هایی را می‌دهد که از این نام دامنه‌های غیررسمی استفاده می‌کنند. توسط McAfee Site Advisor که به عنوان ابزارهای تبلیغاتی مزاحم و جاسوس افزار در نظر گرفته می‌شود. در یک نظرسنجی از خوانندگان ICANN New. Net بزرگ‌ترین تهدید برای امنیت سیستم نام دامنه‌ها در مقایسه با سایر جایگزین‌ها در نظر گرفته می‌شود.
چندین نسخه مختلف از New.net وجود دارد. نسخه‌های اولیه به‌عنوان یک کتابخانه پیوند پویا (DLL (dynamic link library با نام «New.net» و به دنبال آن شماره نسخه در فهرست ویندوز نصب می‌گردد و گزینه حذف نصب نداشتند. نسخه‌های جدیدتر یک پوشه در پوشه Program Files ایجاد می‌کنند. نسخه ای که در سال ۲۰۰۲ معرفی شد (از زمان توقف تولید) شامل یک قسمت پنجره بازشو pop-up تبلیغاتی بود.
این برنامه با قرار گرفتن در سیستم Winsock عمل می‌کند که در برخی شرایط می‌تواند اتصال شبکه را مختل کند. برنامه‌های معروف و عموماً قابل اعتماد ضد جاسوس افزار مانند Ad-Aware و Spybot معمولاً در حذف نسخه‌های قدیمی این نرم‌افزار مؤثر هستند. نسخه‌های جدیدتر New.net را می‌توان با استفاده از کنترل پنل استاندارد Windows "Add/Remove Programs" یا یک حذف نصب در "C:\Program Files\New.net" حذف نصب کرد. حذف دستی، در صورتی که به صورت نادرست انجام شود، می‌تواند توانایی کامپیوتر برای دسترسی به اینترنت کاملاً مختل کند. این را می‌توان با یک برنامه LSP Fix برطرف کرد.

## طرح دعوی دادگاه
در ۶ مه 2003 New.net یک دعوی در دادگاه فدرال ناحیه مرکزی کالیفرنیا علیه Lavasoft، توزیع کننده Ad-Aware طرح شد. ادعاهای آنها علیه Lavasoft مبنی بر تبلیغات نادرست، رقابت ناعادلانه، افتراهای تجاری، و مداخله ظالمانه منجر به مجازات شد و در سال بعد کنار گذاشته شد.

## جنجال حقوقی
New.net در یک محاکمه جنایی جنجالی در سال ۲۰۰۷ که پوشش رسانه‌های بین‌المللی را دریافت کرد، درگیر شد. در ایالت کانکتیکات v. جولی آمرو، معلم جایگزین پس از اینکه دانش‌آموزان کلاس هفتم او گزارش دادند که تصاویر مستهجنی را روی صفحه رایانه او دیده‌اند، دستگیر شد. آمورو گفت که در  کامپیوتر او ارسال پنجره‌های بازشونده(pop-ups) متوقف نمی‌شود و او نمی‌داند با کامپیوتر چه کند.
آمرو به چهار فقره خطر جراحت به یک خردسال یا تضعیف اخلاق یک کودک محکوم شد و با ۴۰ سال زندان روبرو شد. دادگاه عالی ایالتی محکومیت را لغو کرد و دستور دادرسی جدید را صادر کرد، اما آمرو به اتهام رفتار نادرست خود اعتراف کرد و اعتبارنامه تدریس او در کنتیکت لغو شد. تطی بررسی‌های بعدی پزشکی قانونی نشان داد که پنجره‌های بازشونده غیرقابل کنترل پورنوگرافی توسط New.net منتشر شده‌است.